# 裂萼钉柱委陵菜
裂萼钉柱委陵菜（学名：Potentilla saundersiana var. jacquemontii）为蔷薇科委陵菜属下的一个变种。

## 扩展阅读
- 維基物種上的相關：裂萼钉柱委陵菜